# Bassan
Bassan é uma comuna francesa na região administrativa de Occitânia, no departamento de Hérault. Estende-se por uma área de 6,79 km². Em 2010 a comuna tinha 2 158 habitantes (densidade: 317,8 hab./km²).